# Día de la Victoria (Israel)
El Día de la Victoria en Israel (en hebreo: יום הניצחון) (transliterado: Yom HaNitzahon) es un día nacional de recuerdo que se celebra anualmente en el Estado de Israel el 9 de mayo, para conmemorar la victoria de los aliados y del ejército soviético sobre las fuerzas armadas del Eje, y el final de la Segunda Guerra Mundial en Europa.

## Historia
El Día de la Victoria en Europa fue creado por una ley del parlamento israelí del 26 de julio de 2017 como parte del proyecto de ley del Día de la Victoria. Según la ley aprobada, el Día de la Victoria en Europa se celebrará una vez al año, el 9 de mayo, para conmemorar la victoria de los Aliados Occidentales y de la Unión Soviética en la Segunda Guerra Mundial, y la rendición incondicional de las fuerzas armadas del Eje.
Mientras que el 8 de mayo es el día en que muchas de las naciones aliadas de la Segunda Guerra Mundial celebran el Día de la Victoria en Europa, el Estado de Israel sigue el ejemplo de algunas naciones de Europa del Este y celebra el Día de la Victoria el día 9 de mayo. 
Este hecho puede ser el resultado de la inmigración de muchos veteranos de las Fuerzas Armadas Soviéticas, Israel celebra el Día de la Victoria el 9 de mayo, a pesar de no haber formado parte de la antigua Unión Soviética.
Algunas de las medallas y los uniformes que se exhiben durante el Día de la Victoria en Israel, son los mismos que se muestran en los desfiles del Día de la Victoria que tienen lugar en la Federación Rusa, donde se realizan desfiles con tropas históricas y contemporáneas en toda la nación. 
Israel tiene muchos veteranos de guerra del antiguo ejército soviético y algunos de sus descendientes viven actualmente en el estado judío.